# فاصله بین محورها

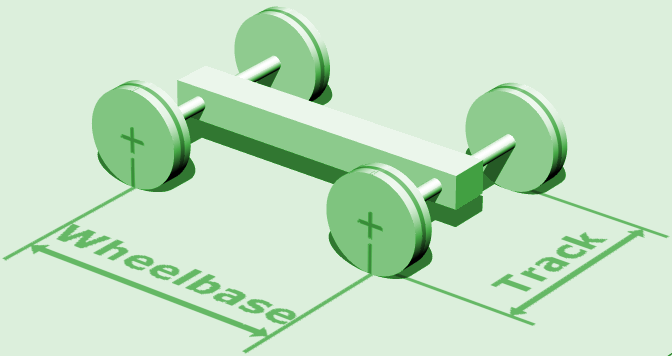
در خودرو

در دوچرخه

کلمه فاصله بین محورها در وسایل نقلیه چرخ‌دار کاربرد دارد. در خودروهای سواری فاصله بین دو محور فاصله افقی بین مراکز چرخ جلو و عقب است. برای وسایل نقلیه جاده ای با بیش از دو محور (به عنوان مثال برخی کامیون‌ها)، فاصله دو محور فاصله بین محور فرمان (جلو) و نقطه مرکزی گروه محور محرک است.
فاصله دو محور یک وسیله نقلیه برابر است با فاصله بین چرخهای جلو و عقب آن. در حالت تعادل، گشتاور کلی نیروهای وارد بر یک وسیله نقلیه صفر است؛ بنابراین، فاصله دوچرخ با فرمول زیر به نیروی وارد شده بر هر جفت لاستیک حساب می‌شود:
{\displaystyle F_{f}={d_{r} \over L}mg}
{\displaystyle F_{r}={d_{f} \over L}mg}
که در آن {\displaystyle F_{f}} نیروی وارد شده بر لاستیک‌های جلو است ، {\displaystyle F_{r}} نیروی وارد شده بر لاستیک‌های عقب است ، {\displaystyle L} فاصله محوری است ، {\displaystyle d_{r}} فاصله از مرکز جرم (CM) تا چرخهای عقب است ، {\displaystyle d_{f}} فاصله از مرکز ثقل تا چرخهای جلو است ({\displaystyle d_{f}} + {\displaystyle d_{r}} = {\displaystyle L}), {\displaystyle m} جرم خودرو است و {\displaystyle g} ثابت گرانش است.